# 레오나르드코땃쥐쥐
레오나르드코땃쥐쥐(Soricomys leonardocoi)는 쥐과에 속하는 설치류의 일종이다. 필리핀 루손섬의 토착종이다.

## 특징
작은 설치류로 머리부터 몸까지 몸길이는 98~115mm, 꼬리 길이는 82~95mm, 발 길이는 21~25mm이다. 귀 길이는 13~15mm, 몸무게는 최대 36g이다. 등은 진한 회색을 띠는 반면에 복부 쪽은 진한 갈색이다.

## 생태
육상성 동물이며, 주로 주행성 생활을 하지만 밤에 활동하기도 한다. 먹이는 주로 지렁이 등이다.

## 분포 및 서식지
필리핀 루손섬 시에라 마드레 민간 산맥에서만 알려져 있다. 해발 1,476~1,785m의 산악 이끼 숲에서 서식한다.

## 보전 상태
최근에 발견되어 아직 보존 등급이 없다.